# Escuela francosajona

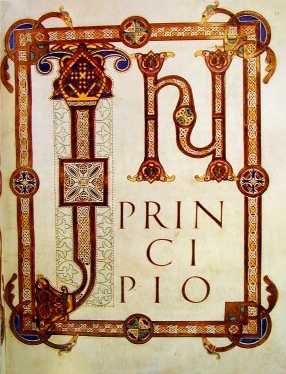
Incipit de la Segunda Biblia de Carlos el Calvo.

La Escuela francosajona, también llamada a veces franco-insular, designa una variante del estilo de iluminación carolingia que fue común en los scriptoria de los centros monacales situados en el norte de la Francia actual desde el siglo IX hasta finales del siglo X. Se caracteriza por la combinación de este estilo miniado carolingio con elementos propios del arte de la iluminación insular, irlandesa o anglosajona. Brilla en todo el Imperio carolingio gracias a la producción de manuscritos de lujo destinados a la aristocracia franca y a los monasterios de toda Europa. Este estilo se mantuvo durante mucho tiempo en esta región hasta la época románica.

## Historiografía
Fue en 1845 cuando Auguste de Bastard de Estang empleó por primera vez el término "escuela francosajona" en su libro Peintures et ornements des manuscrits... que publicó en aquella época (1832-1869. Este término fue retomado posteriormente por Leopold Delisle y Eric Millar. Sin embargo, habrá que esperar hasta la segunda mitad del siglo XX para poder localizar con precisión el origen geográfico de este estilo: André Boutemy la localiza en 1949 en la abadía de San Amando gracias a un análisis histórico, litúrgico y paleográfico.

## Contexto histórico
Este estilo de iluminación tuvo su origen en la Abadía de Saint-Amand, en la actual comuna de Saint-Amand-les-Eaux. Fundada en 634 por Amando de Elnon, experimentó una importante influencia intelectual durante el período carolingio. El scriptorium estuvo muy activo desde finales del siglo VIII y se enviaron copias de manuscritos a toda Europa y, en particular, a Salzburgo. Arn de Salzburgo (c. 740-821), arzobispo de la ciudad y cercano a Alcuino de York, es, de hecho, un antiguo abad de Saint-Amand. Trajo manuscritos de su antigua abadía para que sirvieran de modelo para los scriptoria de la ciudad. Fue especialmente a partir del reinado de Carlos II el Calvo, que visitó la abadía en 847, cuando el monasterio irradió y se forjó el estilo francosajón en el lugar. La presencia de varios grandes maestros como Milón y luego su alumno Hucbaldo de Saint-Amand (c. 850-930) sin duda no es ajena a esta influencia. Este último es el autor de la dedicatoria a Carlos el Calvo presente en la Segunda Biblia de Carlos el Calvo (c. 871-877), una de las biblias más bellas de este scriptorium y la más representativa de este estilo. Se producen dos tipos de manuscritos en el sitio principalmente: evangeliarios y sacramentarios.
El estilo francosajón prosiguió mucho tiempo después del fin del imperio carolingio. Los manuscritos de este estilo todavía permanecen en la decoración de manuscritos a finales del siglo X o incluso hasta mediados del siglo XI. Los Evangelios del Arsenal (Biblioteca del Arsenal, Ms. 592) datan de este período. Estas obras tardías marcan la transición hacia la iluminación románica.

## El estilo de la «escuela»

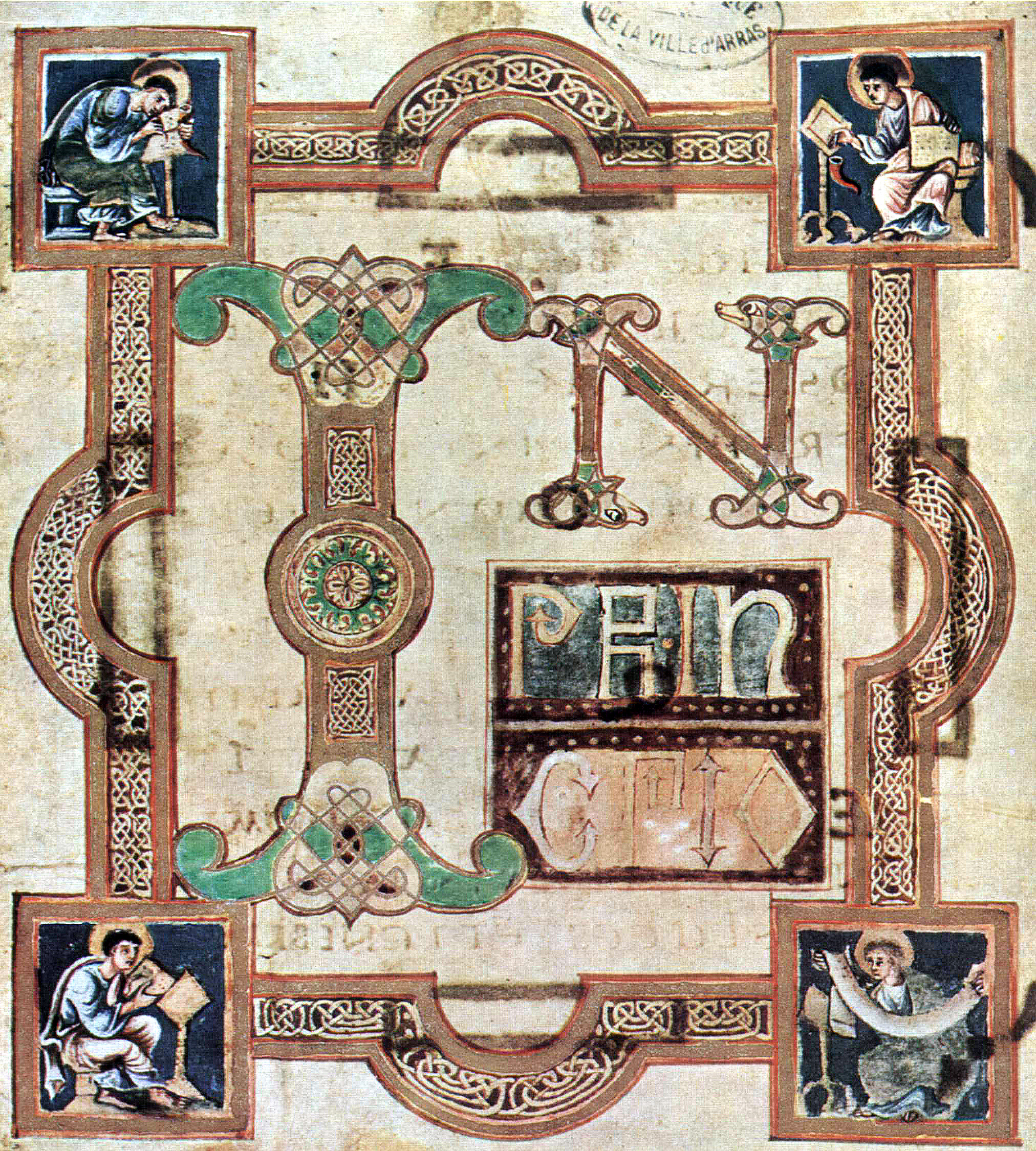
Evangelio de Saint-Vaast, hacia 850-875.

El estilo francosajón prefiere los ornamentos y no las representaciones figurativas y el hombre rara vez está representado. Las iluminaciones se concentran así en las iniciales y en los marcos de las páginas. Se trata generalmente de formas geométricas y de motivos zoomorfos, muy a menudo extraídos de la iluminación insular, irlandesa o anglosajona y, en particular, entrelazados, palmetas y cabezas de animales. Como en las islas británicas de la misma época, la caligrafía se utiliza con frecuencia para enfatizar el texto, con, por ejemplo, grandes incipits que cubren páginas enteras. La diferencia con el arte anglosajón radica en el uso de la simetría y el orden componiendo la página de forma racional. Cuando aparecen los personajes, están influenciados por escuelas de iluminación vecinas, como la de Reims.

## Los principales scriptoria y sus manuscritos.
- Aún se conservan varios manuscritos iluminados producidos en Saint-Amand: entre los sacramentarios, el de Saint-Thierry de Reims (BM Reims Ms. 213), Saint-Piat de Tournai (Bib. Saltykoff-Chtchedrin, Sra. Lat. qv I.41), St. Denis ( BNF, Lat. 2290); entre los evangelios, el de Francisco II (BNF, Lat. 257), de Noyon (BNF Lat. 11956), los de Chester Beatty (Ms.9), de Colonia (Biblioteca de la Catedral, Ms.14)
- La Abadía de Saint-Vaast en Arrás: es el lugar de producción del Evangelio de Saint-Vaast, hacia 850-875 (biblioteca municipal de Arras, Ms.1045), el evangelio de la catedral de Praga (Biblioteca del cabildo, Cim. 2)
- Abadía de Saint-Bertin en Saint-Omer: salterio de Luis el Germánico (alrededor de 850-875)